# Tychius polylineatus
Tychius polylineatus är en skalbaggsart som först beskrevs av Ernst Friedrich Germar 1824.  Tychius polylineatus ingår i släktet Tychius, och familjen vivlar. Arten är reproducerande i Sverige.